# Pierre Chambon
Pierre Chambon (* 7. února 1931, Mylhúzy, Francie) je francouzský genetik.
Známým se stal díky výzkumu jaderných receptorů. Je profesorem na College de France a ředitelem Institutu genetiky a molekulární buněčné biologie (Institut de Genetique et de Biologie Moleculaire et Cellulaire, IGBMC).